# Valle Vista, Kalifornija
Valle Vista je naseljeno područje za statističke svrhe u američkoj saveznoj državi Kalifornija. Prema popisu stanovništva iz 2010. u njemu je živjelo 14.578 stanovnika.